# Motín de Cambiaso

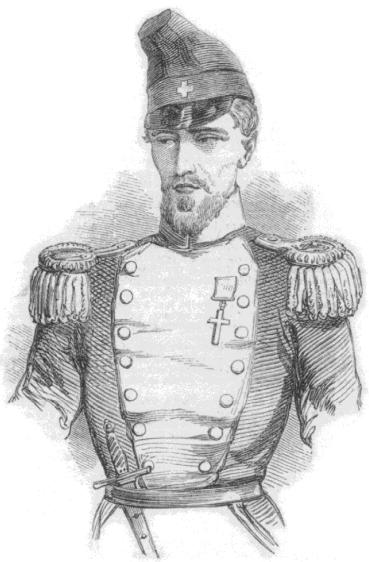
Miguel José Cambiaso, líder del motín.

El motín de Cambiaso fue un motín desarrollado en Punta Arenas, Chile, durante los días 24 y 25 de noviembre de 1851. 

## Acontecimientos

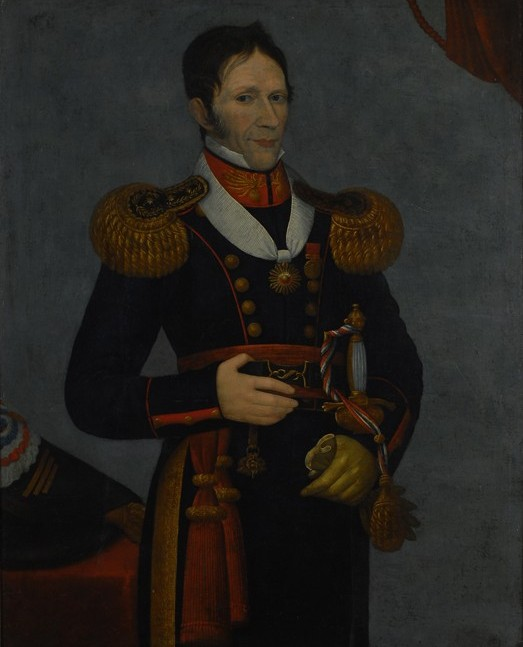
José María de la Cruz.

El teniente de artillería Miguel José Cambiaso se encontraba arrestado y fue liberado por la guardia, la noche del 24 de noviembre de 1851. Una vez en libertad, y con el apoyo de toda la guarnición, se apoderó del cuartel y de la plaza de Punta Arenas.
A la mañana siguiente se proclamó al general José María de la Cruz como caudillo y presidente de la República, desconociendo la elección de Manuel Montt. Cambiaso inició los fusilamientos para imponerse mediante el terror. Benjamín Muñoz Gamero, gobernador de la colonia de Magallanes, intentó presentarle resistencia organizando sus fuerzas con la cooperación de 80 individuos llegados en la goleta norteamericana Florida. Estos llegaban a engrosar la colonia del penal. Este intento de Muñoz Gamero fracasó, pues un temporal desvió la embarcación y a duras penas lograron alcanzar el litoral al norte del estrecho. 
Cambiaso llegó al paroxismo de su ira al saber la fuga de Muñoz Gamero y propuso primero quemar en una pira gigante a los cómplices. Se desahogó quemando el hospital, la iglesia y la gobernación, después del consiguiente saqueo.

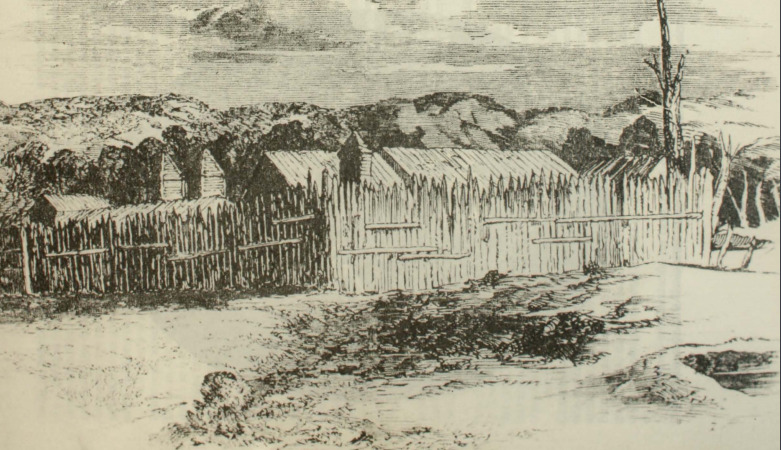
Aspecto del recinto fortificado de Punta Arenas.

Arrestó al capitán de la nave Florida y lo hizo fusilar con su hijo de 18 años. Mientras sucedían estos crímenes en Punta Arenas, Benjamín Muñoz Gamero decidió organizar la resistencia en el antiguo Fuerte Bulnes, mas su dignidad lo movió a regresar a la desdichada ciudad para imponerse por presencia. Fue denunciado apenas llegó a Punta Arenas, tomado preso, procesado y condenado a muerte.
Cambiaso lo fusiló por la espalda al grito de: «¡Viva Cruz! ¡Muera Montt!» El 12 de enero de 1852, Cambiaso abandonó con su gente las ruinas de la ciudad, dejando en ella cerca de 300 individuos abandonados, sin armas ni víveres. 

Bandera del ejército formado por Cambiaso.

Se hizo a la mar rumbo a Chiloé. La tripulación, indignada por las atrocidades cometidas por su líder, decidió tomar prisionero a Cambiaso y sus leales. El 14 de enero, después de una de sus habituales orgías regadas con licor, se encontraba durmiendo y esta circunstancia fue aprovechada para aprisionarlo.
Una vez reducido fue trasladado a Ancud. De esta ciudad se le mandó a Valparaíso, donde fue fusilado el 4 de abril de 1852.

## El Motín en la literatura
En crónica
- Vicuña Mackenna, Benjamín; Cambiaso (1877). Santiago de Chile: Imprenta de la librería del Mercurio. p 371.
- Bunster, Enrique; Motín en Punta Arenas y otros procesos celebres (1950). Santiago de Chile: Editorial Ercilla. p 210.
- Braun Ménendez, Armando; Cambiaso, el último pirata del Estrecho (1971). Buenos Aires: Editorial Francisco de Aguirre. p 292.
- Capitán Brown, Charles H.; Insurrección en Magallanes (1967). Buenos Aires: Editorial Francisco de Aguirre. p 204.

En novela
- Martínez, José Miguel; Hombres al sur (2015). Santiago de Chile: Tajamar Editores. p 344.  Archivado el 29 de agosto de 2015 en Wayback Machine.
- Coloane, Francisco; El suplicio de agua y luna, en Cabo de Hornos (1941).
- Solar, Francisca; La Vía Damna (2022). Santiago de Chile: Editorial Minotauro. p 87. [3]